# كوندريتا
كوندريتا هي قرية في بلدية كيشيناو في مولدوفا
دير كوندريا القديس نيقولاوس هو دير رهباني أرثوذكسي تأسس في القرن الثامن عشر. على الرغم من أن تاريخ تأسيسها يُزعم أحيانًا أنه يعود تاريخه إلى عام 1616 ، إلا أن أقدم الأدلة الوثائقية تشير إلى تأسيس حوالي عام 1783. ويشتمل الموقع على خلايا رهبانية وكنيستين ، واحدة مخصصة للقديس نيكولاس ، والأخرى (التي تحتوي على سرداب كبير ) إلى Dormition of the Mother of God [الإنجليزية] كانت في الأصل تعتمد على Căpriana monastery [الإنجليزية] وحصلت على الاستقلال في عام 1918. تم إغلاقه في العصر الشيوعي، ولكن أعيد فتحه في عام 1993.